# CKRY-FM
CKRY-FM (Country 105.1FM) ist ein englischsprachiger privater Hörfunksender aus Calgary, Alberta, Kanada. Der Sender strahlt aktuelle Country-Music-Charts aus. Gesendet wird auf der Frequenz 105.1 FM mit einer Leistung von 100 kW. Der Sender wird von Corus Entertainment betrieben.
CKRY ist der am meisten gehörte Sender auf dem Radiomarkt in Calgary im Frühjahr 2013. Die Analyse wurde durch BBM Canada durchgeführt.
Ein weiterer Sender, der das Hauptprogramm auf der Frequenz 93.3 FM ausstrahlt befindet sich in Banff, Alberta.

## Shows
- The Odd Squad
- Scott Phillips
- The Rhodes Show
- Steph Hansen